# Selaroides
Selaroides is een monotypisch geslacht van straalvinnige vissen uit de familie van horsmakrelen (Carangidae) en de orde van baarsachtigen (Perciformes).

## Soort
- Selaroides leptolepis (Cuvier, 1833) – Geelgestreepte horsmakreel